# Cimetière Tikhvine
Le cimetière Tikhvine (en russe : Тихвинское кладбище, Tikhvinskoïe kladbichtche) se trouve à Saint-Pétersbourg, près du monastère de la Sainte-Trinité Alexandre Nevski. Il fut établi en 1823 et y sont enterrés de grands représentants des arts russes.

## Quelques personnalités inhumées au cimetière Tikhvine
- Anton Arenski (1861-1906), compositeur
- Mili Balakirev (1836-1910), compositeur
- Alexandre Borodine (1833-1887), compositeur
- Dmitro Bortnianski (1751-1825), compositeur
- César Cui (1835-1918), compositeur
- Alexandre Dargomyjski (1813-1869), compositeur
- Fiodor Dostoïevski (1821-1881), écrivain
- Alexandre Glazounov (1865-1936), compositeur
- Mikhaïl Glinka (1804-1857), compositeur
- Alexeï Pavlovitch Ignatiev (1842-1906), comte, général de cavalerie.
- Vassili Joukovski (1783-1852), poète
- Nikolaï Karamzine (1766-1826), écrivain
- Piotr Klodt (1805-1867, sculpteur
- Ivan Kramskoï (1837-1887), peintre
- Modeste Moussorgski (1839-1881), compositeur
- Boris Orlovski (en) (1793-1837), sculpteur
- Marius Petipa (1818-1910), chorégraphe de ballet français et russe
- Alexeï Potekhine (1829-1908), dramaturge et écrivain russe (sa tombe a disparu)
- Nikolaï Rimski-Korsakov (1844-1908), compositeur
- Anton Rubinstein (1829-1894), pianiste, chef d'orchestre, compositeur
- Piotr Ilitch Tchaïkovski (1840-1893), compositeur
- Pierre Wiazemsky (1792-1878), homme de lettres ;
- Jegor Fjodorovitch Rosen (1800-1860), auteur russe.

## Photographies

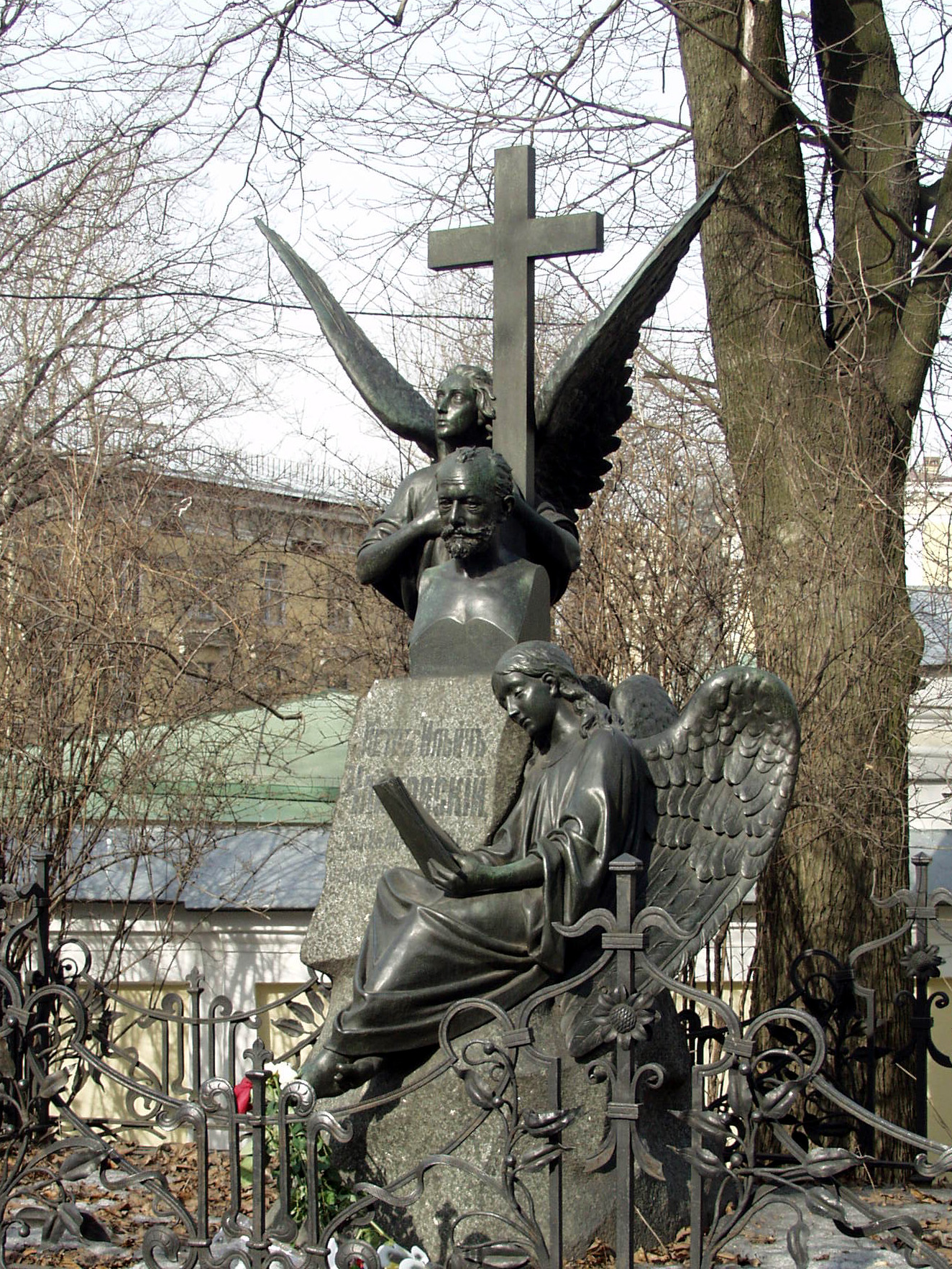
Tombe de Piotr Ilitch Tchaïkovski
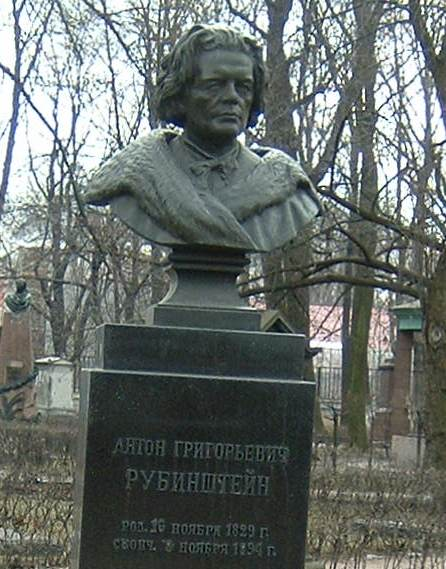
Buste d'Anton Rubinstein sur sa tombe
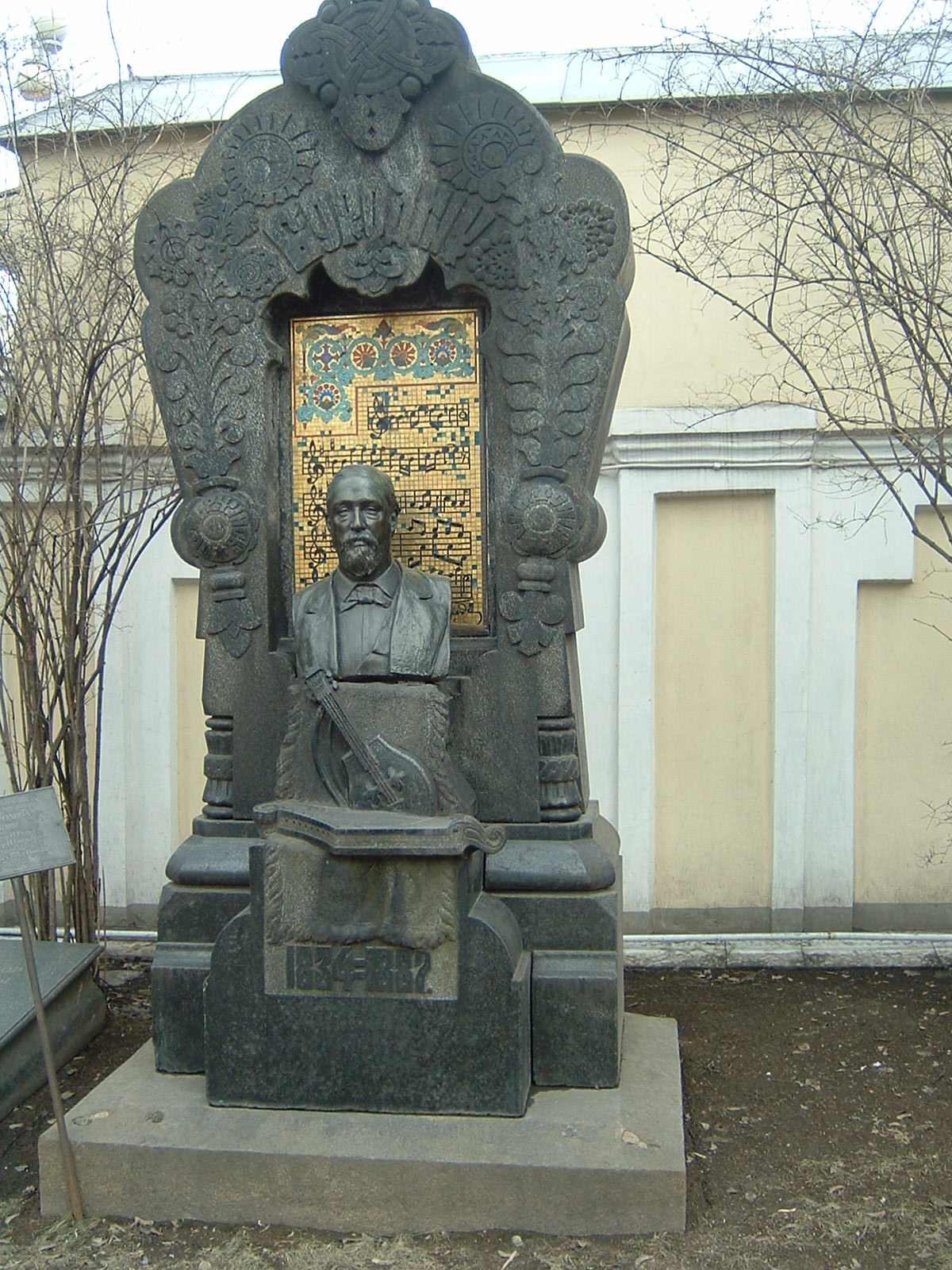
Tombe de Borodine
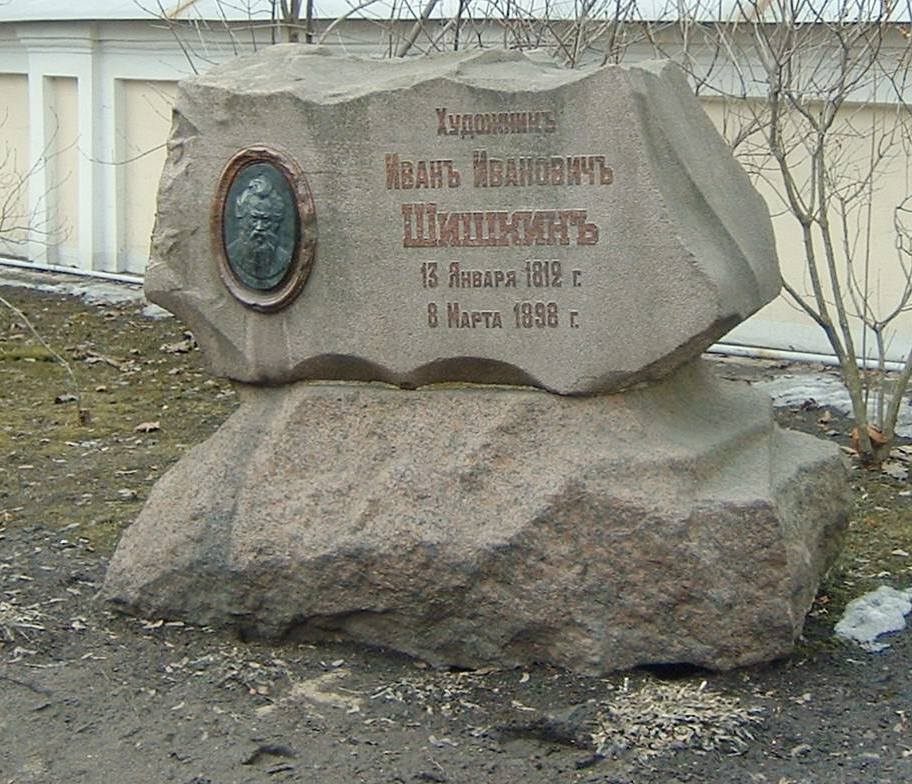
Tombe d'Ivan Chichkine
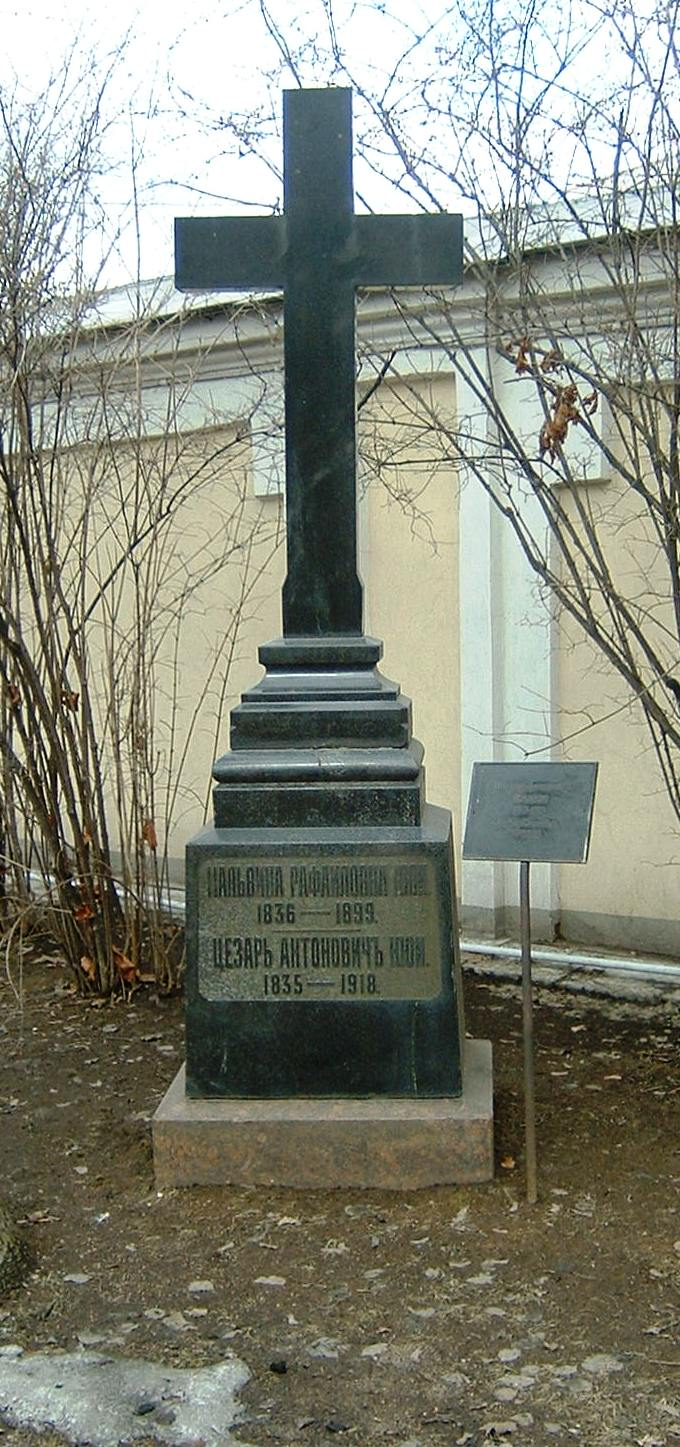
Tombe de César Cui
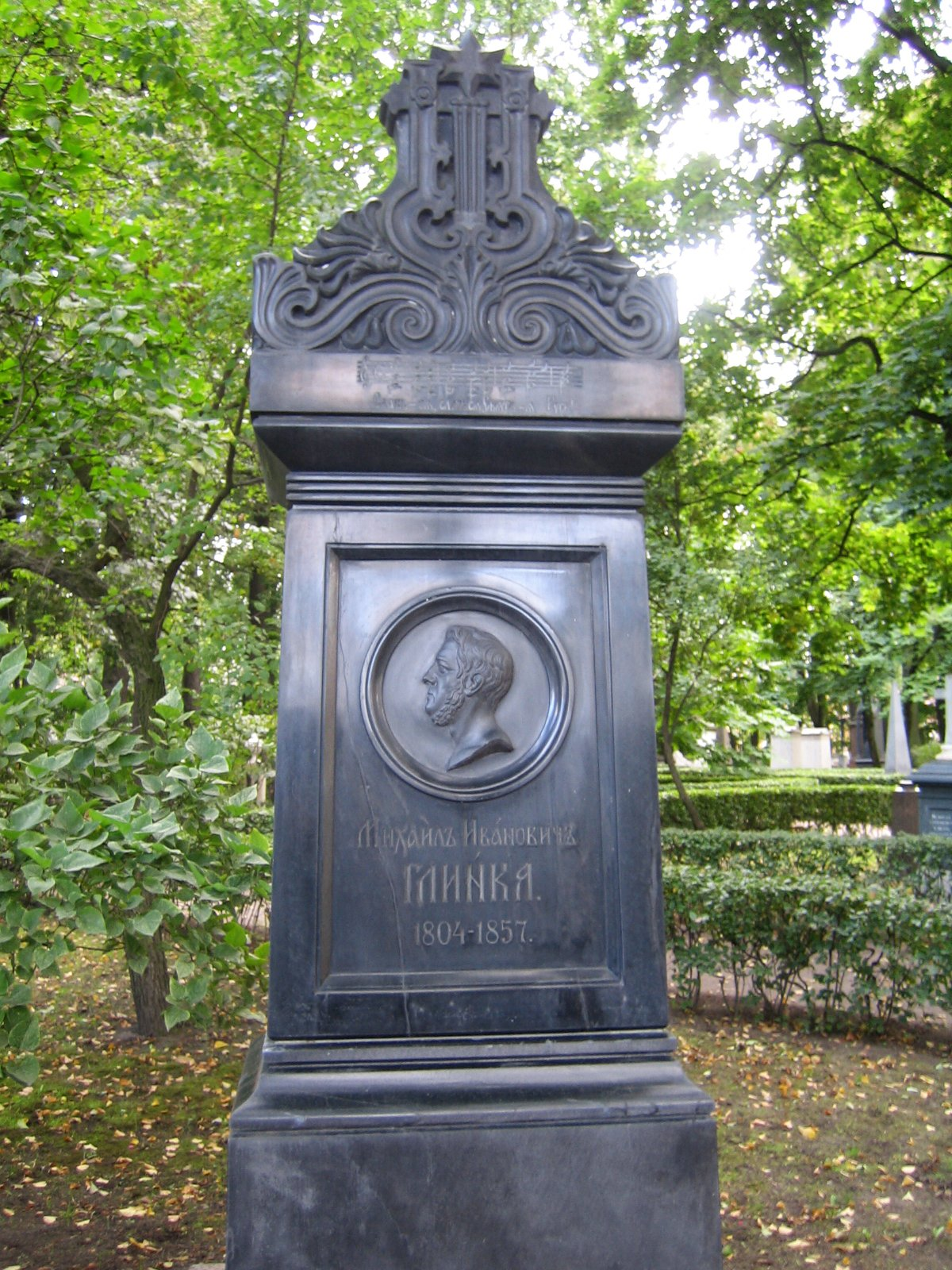
Tombe de Glinka
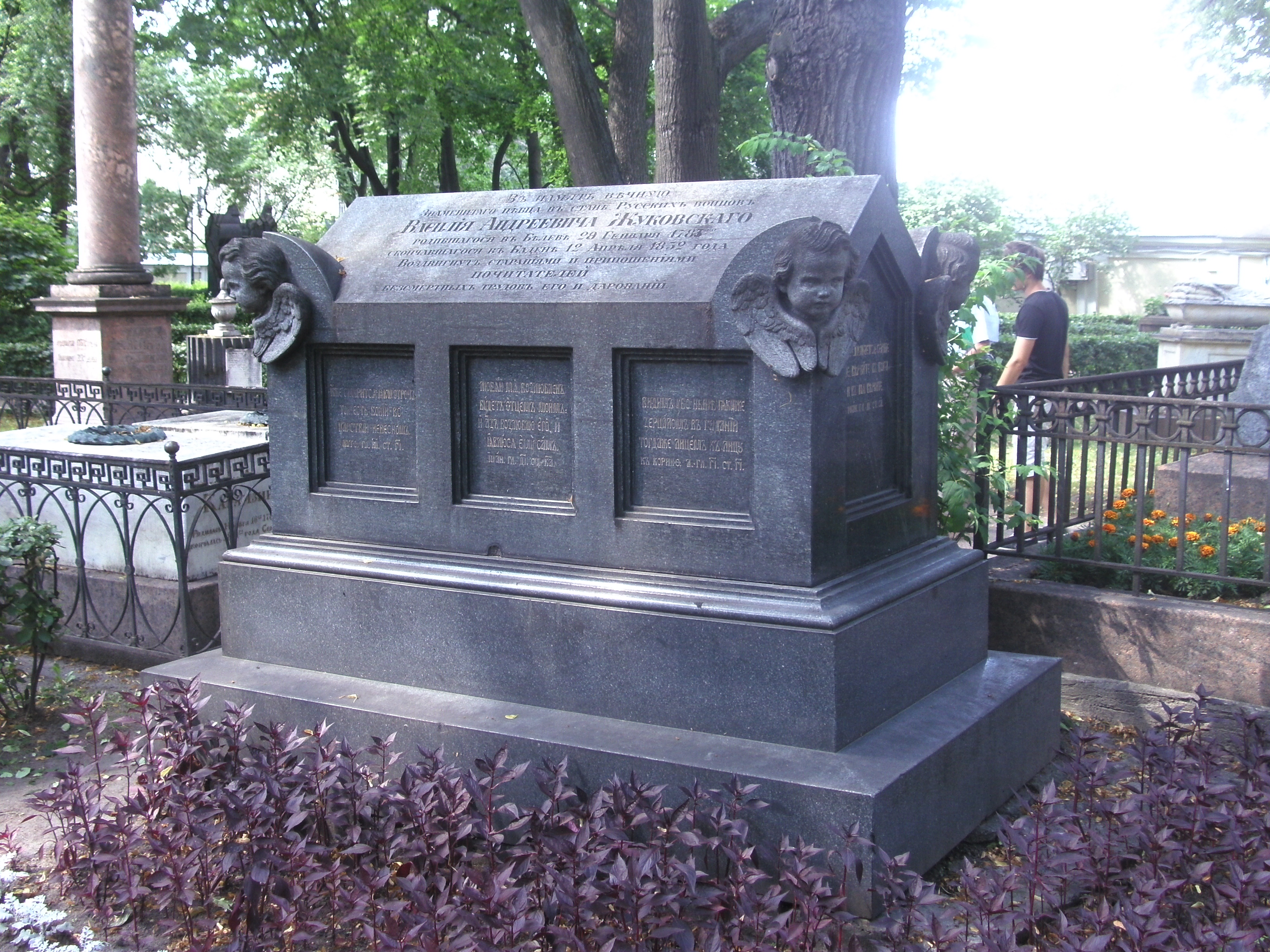
Tombeau de Joukowsky
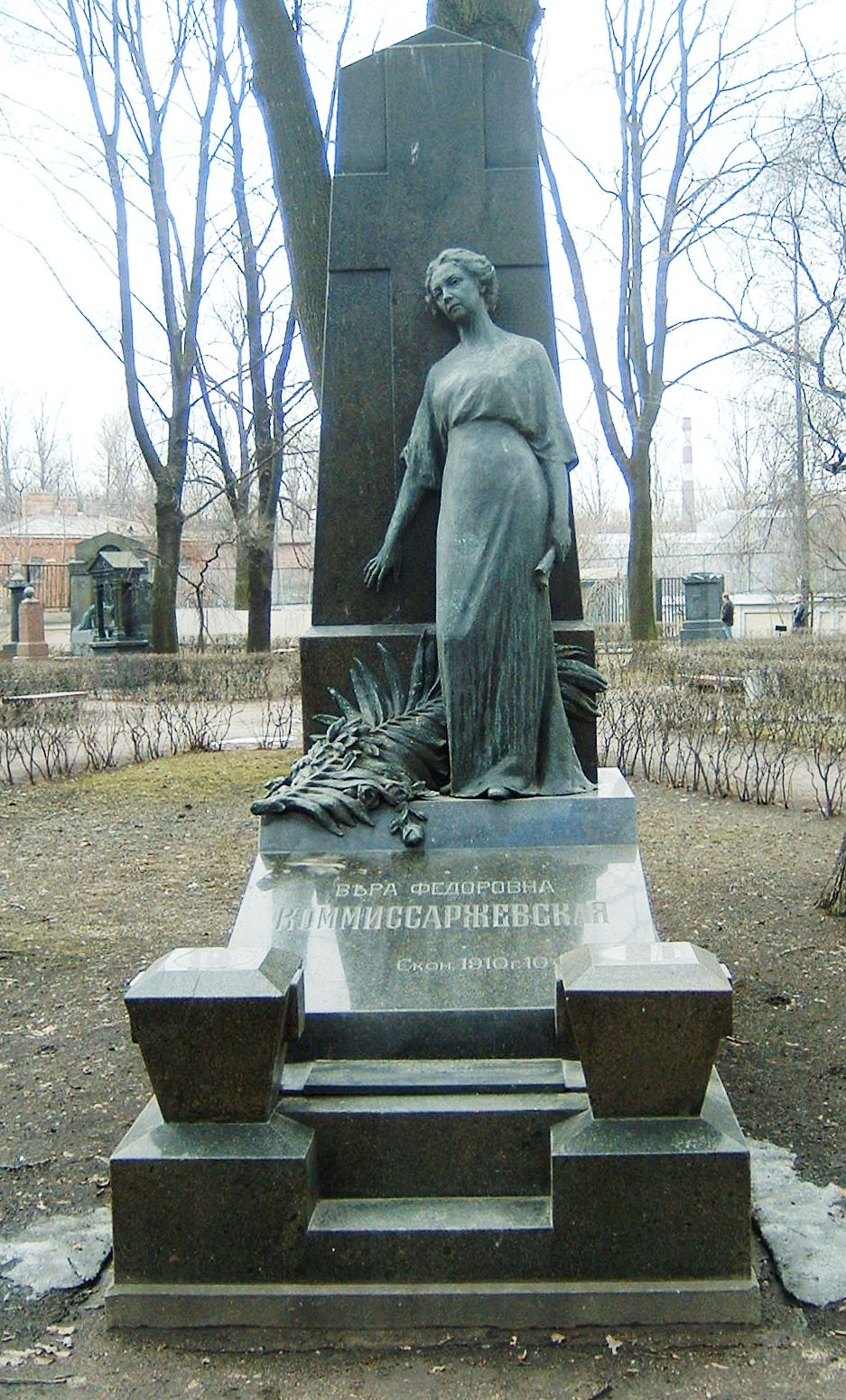
Tombe de l'actrice Vera Komissarjevskaïa
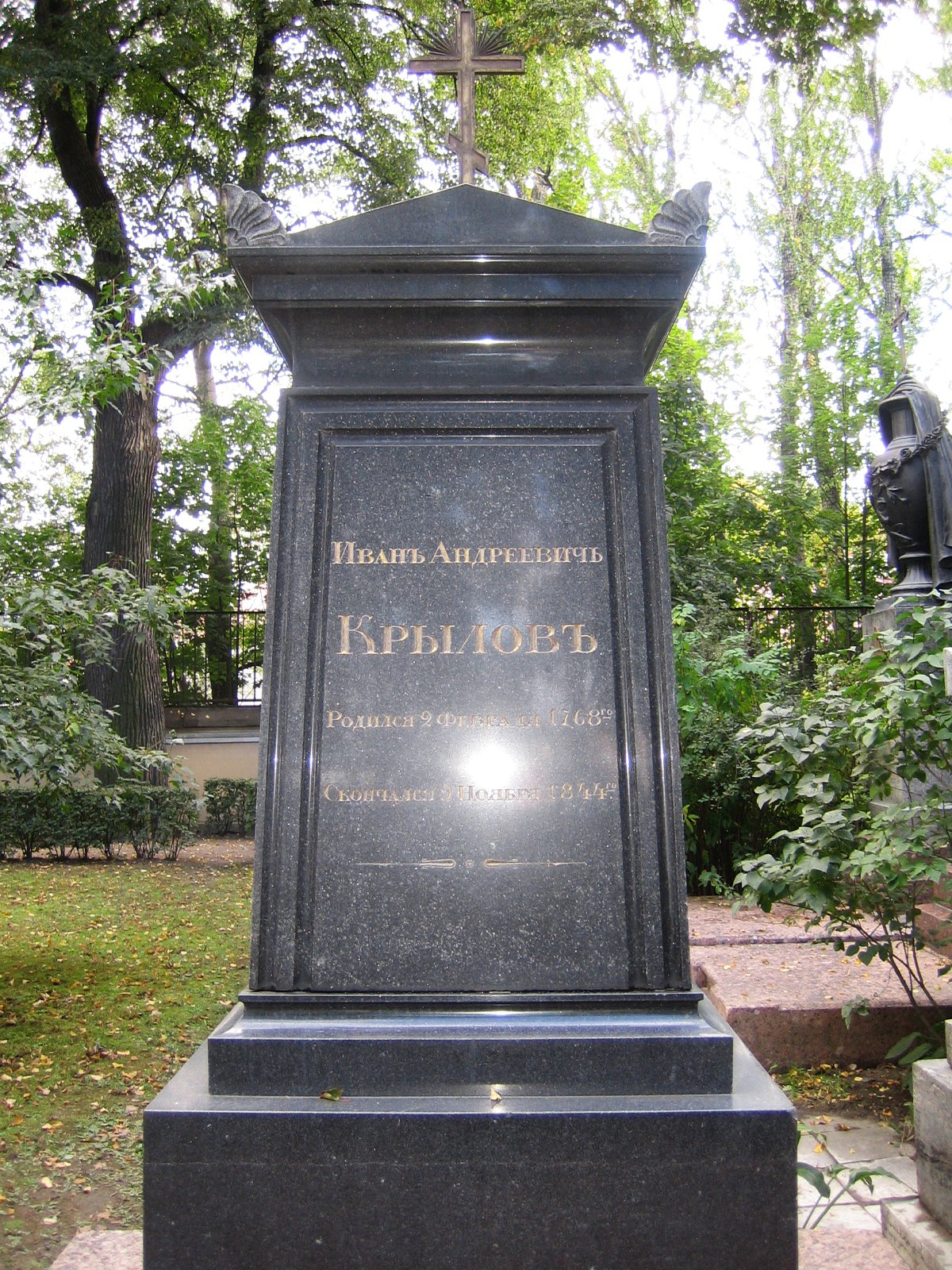
Tombe d'Ivan Krylov
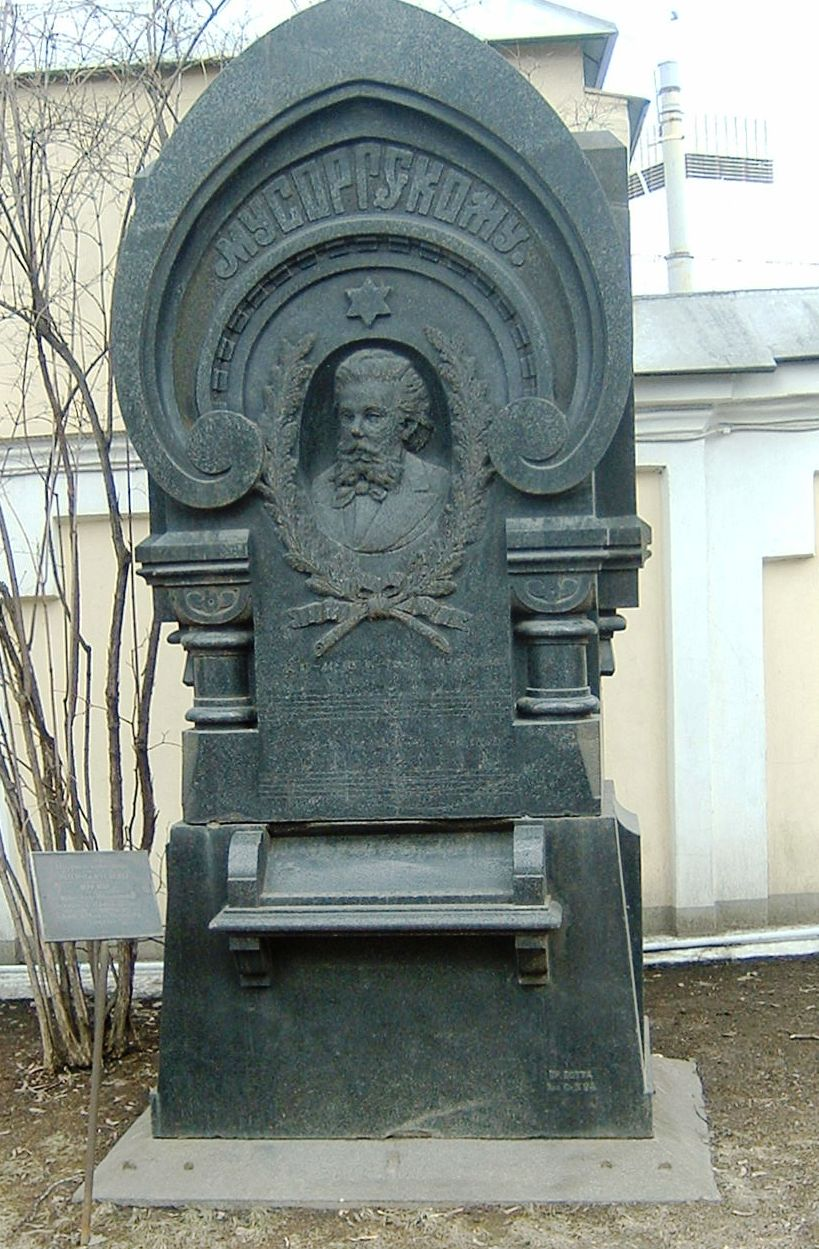
Tombe de Moussorgski
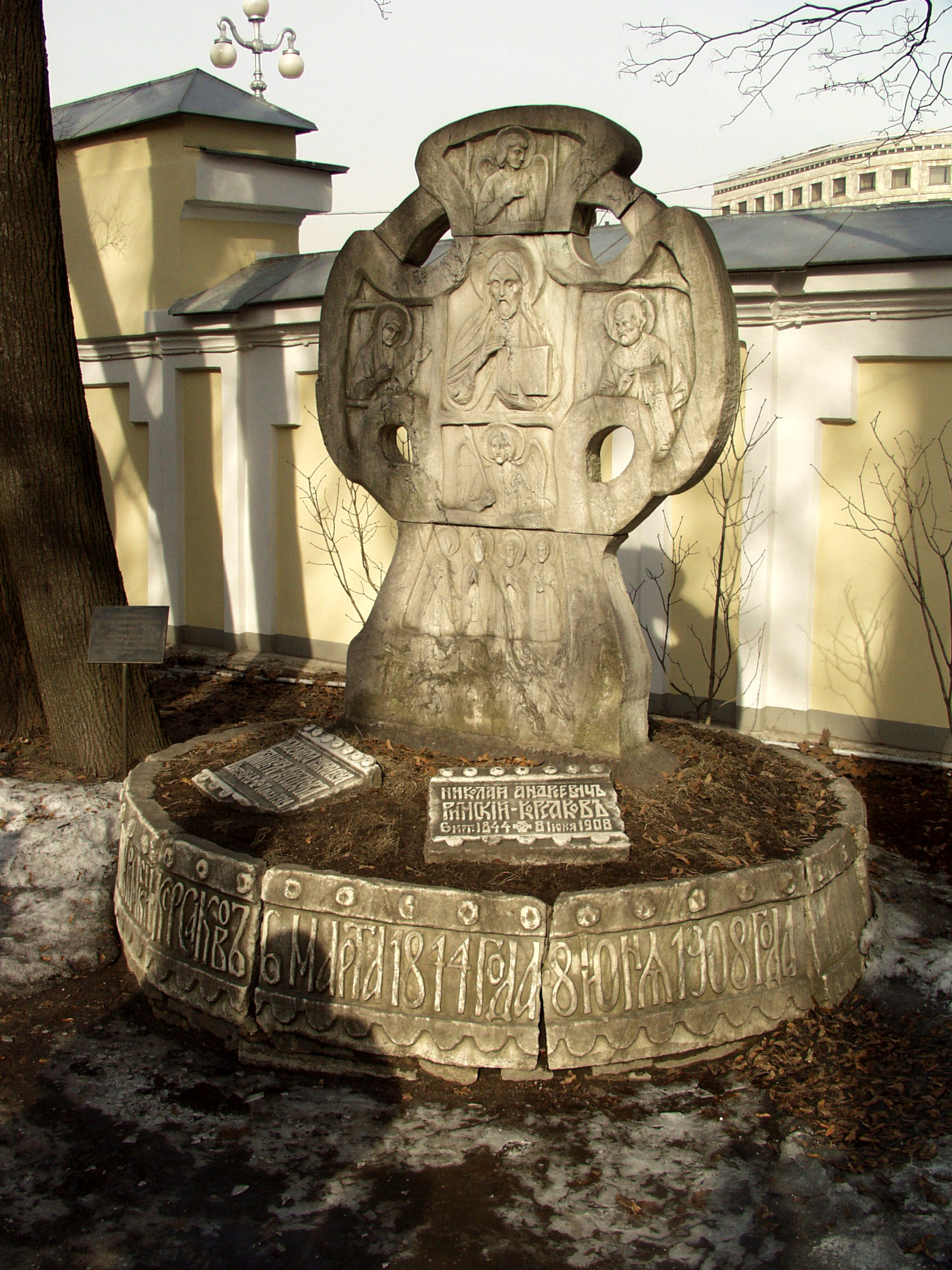
Tombe de Rimski-Korsakov
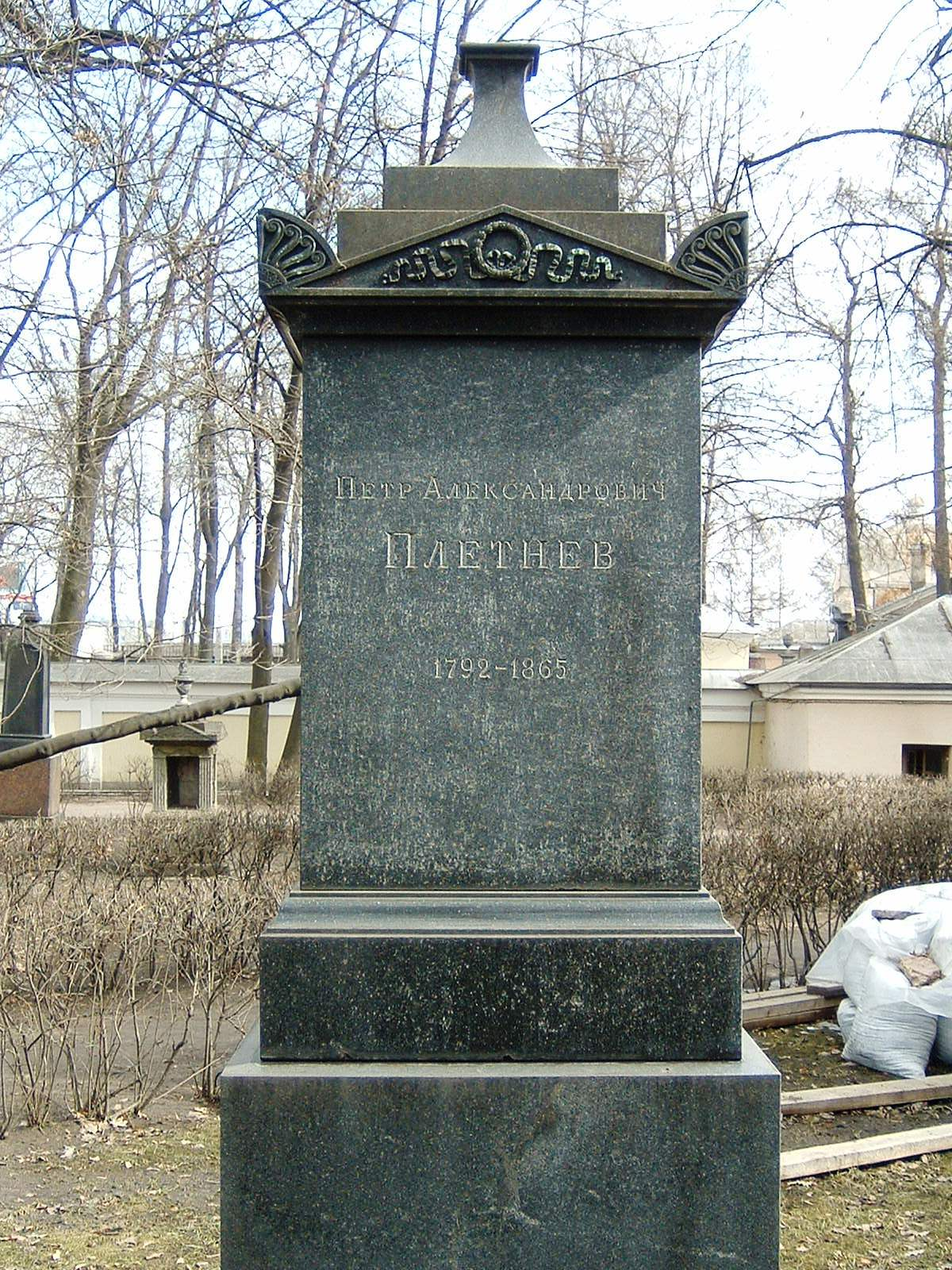
Tombe de Piotr Pletniov
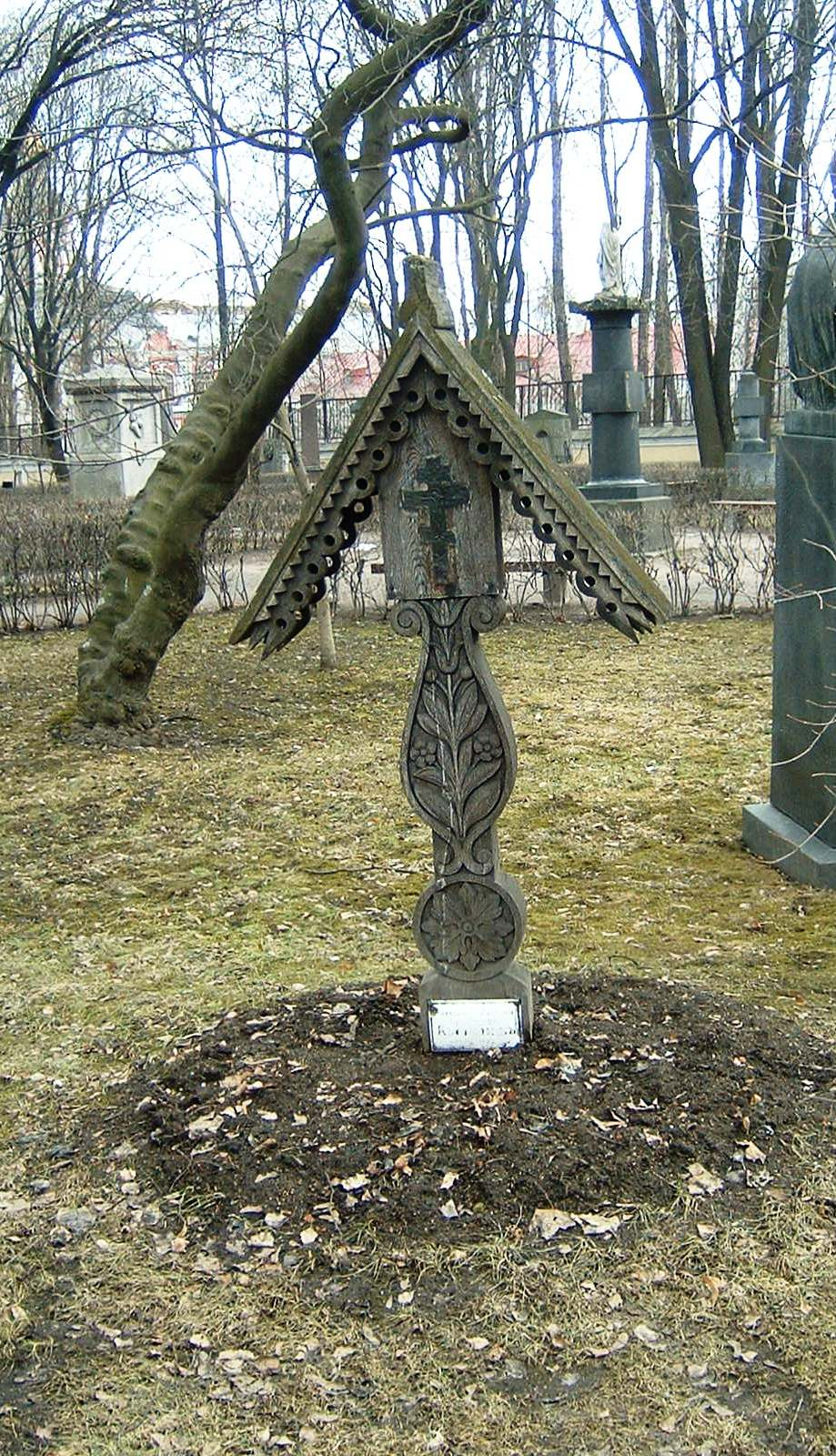
Tombe du peintre Boris Koustodiev